# Menella kanisa
Menella kanisa är en korallart som beskrevs av Manfred Grasshoff 2000. Menella kanisa ingår i släktet Menella och familjen Plexauridae.
Artens utbredningsområde är Röda havet. Inga underarter finns listade i Catalogue of Life.